# ピカチュウレコード
ピカチュウレコード（英語表記：PIKACHU RECORDS）は、かつて存在したメディアファクトリーのレコードレーベル。アニメ・ゲームの『ポケットモンスター』シリーズのCDを発売するために作られた専用レーベルであった。

## 概要
レーベルのCMサウンドロゴは、「ジャン、ジャン、ジャン」と言うシンセ音にレーベル名にもなっている大谷育江が声を担当する「ピカチュウ」の鳴き声「ピカチュウ」が重ねられた物で、ソニー・ミュージックエンタテインメント（SME）同様CM冒頭にこのサウンドロゴが挿入されている。理由はエンディングに同レーベルが置かれているメディアファクトリーのサウンドロゴがあるからで、「ロケット団」のCDなど一部のCDやDVDのCMではこのサウンドロゴが流れない。
ロゴマークは、ピカチュウのしっぽと同じ雷のマークの後ろに丸みを帯びた「PIKACHU」が上段に「RECORDS」が下段に書かれた物である。
メディアファクトリーが角川グループホールディングス→KADOKAWAに買収された際に、ポケットモンスタービジネスに関わっていた執行役員らがメディアファクトリーを退職しポケモンの出資を受けオーバーラップを設立。この時期を境にメディアファクトリーはポケットモンスター関連商品の取り扱いを段階的に終了し、2012年12月19日以降の『ポケットモンスター』シリーズの主題歌はSME系（ソニー・ミュージックレーベルズなど）の楽曲が使用されるようになり、本レーベルは使用されなくなっている。